# Blindagem fiscal
Dentro do contexto tributário brasileiro, blindagem fiscal pode ser definida como o meio utilizado por empresários (e suas empresas) para não sofrerem medidas administrativas (punições) oriundas da fiscalização de agentes fazendários nas esferas federal, estadual e municipal. Tal prática é orientada por consultores em planejamento tributário 
O termo também pode ser utilizado para se referir como a busca pelos empresários e empresas da proteção do poder judiciário contra possíveis excessos cometidos por agentes fiscais no desempenho de suas atividades .
Contudo, a blindagem fiscal seria o ato de proteger o patrimônio ativo das empresas e dos empresários da ação fiscalizadora exercida pelos agentes fazendários, então, esta blindagem tem a função de impedir a apuração de atos de sonegação fiscal e elisão fiscal, se apurados, com o artifício, desta vez, da blindagem patrimonial, impedir que os bens da empresa e de seus proprietários não sejam arrestados e seqüestrados para saldar contingências tributárias .
O mesmo sistema de blindagem fiscal pode ser usado para evitar o arresto e o seqüestro de bens para pagamento contingências judiciais (dívidas) junto a credores privados e públicos, principalmente nos casos de falência fraudulenta, com o uso da chamada Contabilidade Criativa. Pode ser considerada uma espécie de blindagem patrimonial voltada para a proteção contra dívidas tributárias .

## Questão legal
Na legislação brasileira, a prática da blindagem fiscal pode ser considerada uma atividade criminosa, com base nos termos da lei número 9.613/98 , do Conselho de Controle de Atividades Financeiras (COAF), dos artigos 21 e 22 da lei número 7.492/86 , da lei número 4.729/65  e da lei número 8.137/90  (todas vigentes) e ainda com outras implicações legais, tais como: formação de quadrilha e crime organizado (conforme definido na lei número 9.034/95 ).
O Ministério Público Federal já ingressou com ações criminais contra profissionais que ofereciam a seus clientes serviços de blindagem patrimonial da espécie blindagem fiscal. No entanto, há advogados que apresentam argumentos em defesa de tal prática .